# Vereniging Fonds Ridderdagen onder de zinspreuk Moed, Beleid en Trouw
De Vereniging Fonds Ridderdagen was in 1920 of 1928 door Jhr. Karel van Lennep opgericht om uit particuliere middelen de door de regering verwaarloosde ridderdagen van de Ridders in de Militaire Willems-Orde te kunnen organiseren.
Uit deze vereniging kwam in 1922 de Koninklijke Bond van ridders in de Militaire Willems-Orde beneden de rang van officier voort.
In 1955 waren AOW en AWW ingevoerd en was de handel met wat nu Indonesië was sterk teruggelopen.Daaronder leed ook de fondsenwerving.
De Koninklijke Bond van ridders in de Militaire Willems-Orde beneden de rang van officier en de daaraan verbonden Vereniging Fonds Ridderdagen fuseerden daarom in 1955 met de Vereeniging onder de zinspreuk Moed, Beleid en Trouw. Zo kwam een Vereniging Fonds Ridderdagen onder de zinspreuk Moed, Beleid en Trouw tot stand.
De vereniging organiseerde de jubilea van de weinige voor 1928 benoemde ridders, het accent viel op de onderofficieren omdat de officieren hun eigen vereniging hadden, maar ook op de verzetsstrijders die in en na de Tweede Wereldoorlog waren benoemd in de Militaire Willems-Orde.
Maar het ledental daalde in de jaren vijftig en zestig gestaag en ook de activiteiten namen af.In 1975 werden de werkzaamheden overgenomen door het Fonds 1815 voor oud-militairen en nagelaten betrekkingen. 